# مارگوریت دوراند
مارگوریت دوراند (به فرانسوی: Marguerite Durand) (زاده ۲۴ ژانویه ۱۸۶۴ – درگذشته ۱۶ مارس ۱۹۳۶) هنرپیشه صحنه، روزنامه‌نگار، و از حق رأی‌های برجسته فرانسوی (سافرجت) بود. او روزنامه خود را تأسیس کرد و در انتخابات شرکت کرد. او همچنین به داشتن یک شیر خانگی معروف است. به دلیل کمک‌های او به جنبش حق رأی زنان در فرانسه، کتاب مقدس مارگریت دوراند به افتخار او نامگذاری شد. او در طول زندگی و فعالیت خود مجموعه عظیمی از مقالات را گردآوری کرد که در سال ۱۹۳۱ به دولت داد. سال بعد، کتابخانه مارگوریت دوراند در پاریس افتتاح شد و هنوز به عنوان یک کتابخانه عمومی تخصصی که توسط سیستم کتابخانه شهرداری پاریس اداره می‌شود، فعالیت می‌کند. روزنامه دیوراند که منحصراً توسط زنان اداره می‌شود، از حقوق زنان از جمله پذیرش در کانون وکلا و مدرسه هنرهای زیبا دفاع می‌کرد. همچنین سرمقاله‌های آن خواستار اجازه نام بردن زنان به لژیون افتخار و شرکت در مناظرات پارلمانی شدند. این شامل تلاش دیورند برای سازماندهی نامزدهای زن برای انتخابات مجلس، بعداً در سال ۱۹۱۰ بود. در نمایشگاه جهانی ۱۹۰۰ در پاریس، او کنگره حقوق زنان را سازمان داد. دوراند علاوه بر ایجاد یک اقامتگاه تابستانی برای روزنامه نگاران زن در پیرفوندز در منطقه پیکاردی، به فعالیت برای زنان کارگر روی آورد و به سازماندهی چندین اتحادیه کارگری کمک کرد.